# Kateřina Hebelková
Kateřina Hebelková (ur. 3 lipca 1978 w Igławie) – czeska śpiewaczka operowa, mezzosopran, solistka Opery Narodowej w Pradze.

## Życiorys
Edukację muzyczną zdobywała w konserwatorium w Pardubicach u Martiny Forstovej-Kulíkovej. Naukę rzemiosła kontynuowała w Niemczech. Studiowała w  Wyższej Szkole Muzyki i Teatru w Monachium pod kierunkiem prof. Daphne Evangelatos. Była członkinią tamtejszej Szkoły Operowej. W 1999 r. zajęła 2. miejsce na Międzynarodowym Konkursie Wokalnym im. Antonína Dvořáka oraz zdobyła nagrodę Jarmili Novotnej jako najmłodsza wokalistka, jednak 9 lat później zwyciężyła w tym konkursie. W 2003 roku była laureatką konkursu Dimitris Mitropoulos International Competition w Atenach, a w 2005 r. zdobyła nagrodę kulturalną Kulturpreis Bayern. W 2006 r. zajęła 2. miejsce oraz otrzymała nagrodę publiczności w konkursie Ad-Honorem-Mozart w Pradze.
Już podczas studiów brała udział w koncertach w Niemczech, Czechach, Włoszech i Szwajcarii, a także angażowała się w ramach akademii teatralnej „August Everding” w realizację wielu produkcji operowych monachijskiego Prinzregententheater, wcielając się w takie role jak: Jamnik w „Przygodach Lisiczki Chytruski” Janácka, Cherubin w „Weselu Figara (KV 492)” Mozarta, Romeo w „I Capuleti e i Montecchi” Belliniego oraz Angelina w „La Cenerentola” Rossiniego.
W 2011 i 2012 r. występowała gościnnie w ramach festiwalu muzycznego Seefestspiele Mörbisch jako Czipra w operetce „Baron cygański” i jako Orlofsky w „Zemście nietoperza”.
W 2005 r. dała gościnny występ, wykonując partię Ateny w ramach prapremiery opery „Eumenides” Vasila na Akropolu w Atenach.
W 2003 r. w Sewilli po raz pierwszy wcieliła się w rolę tytułową w „Carmen” Bizeta, z którą w 2005 r. występowała gościnnie na deskach Teatru Miejskiego w Klagenfurcie.
Jako wokalistka koncertowa wykonywała m.in. „Pieśni na śmierć dzieci” Mahlera w Großes Festspielhaus w Salzburgu oraz w Musikverein Wien (pod dyrygenturą Dennisa Russella Daviesa), jak również „Requiem” w monachijskim Herkulessaal.
Aktualnie poza praską operą występowała gościnnie jako Varvara w operze „Káťa Kabanová” autorstwa Janáčka, wystawianej w Opéra de Dijon. Sukces przyniosła jej partia tytułowa w „Królowej Saby” Karla Goldmarka we fryburskim Theater Freiburg, gdzie wcześniej śpiewała partię tytułową w „Carmen” G. Bizeta i gdzie można było usłyszeć ją również „Orfeuszu i Eurydyce” Glucka. Także we Fryburgu w sezonie została zatrudniona na występy gościnne w nowej produkcji opery „Sweeney Todd” autorstwa S. Sondheima.
W planach ma między innymi prapremierę „Terra Nova” Moritza Eggerta w operze w Linzu oraz debiut w roli Cunziny w „Oberto, conte di San Bonifacio” G. Verdiego podczas festiwalu operowego w Heidenheim.
Od 2013 regularnie występuje z Wiener Solisten Orchester pod dyrekcją Piotra Gładkiego.